# Liste der Monuments historiques in Seine-Port
Die Liste der Monuments historiques in Seine-Port führt die Monuments historiques in der französischen Gemeinde Seine-Port auf.

## Liste der Bauwerke
| Bezeichnung                        | Beschreibung              | Standort                      | Kennzeichnung | Schutzstatus | Datum | Bild           |
| ---------------------------------- | ------------------------- | ----------------------------- | ------------- | ------------ | ----- | -------------- |
| Ehemaliges Schloss Croix-Fontaine  | Erbaut im 18. Jahrhundert | 40, rue Croix-Fontaine (Lage) | PA00132995    | Inscrit      | 1994  | weitere Bilder |
| Grab von Isabelle und René Viviani | Erbaut 1924               | Friedhof (Lage)               | PA77000031    | Inscrit      | 2016  | weitere Bilder |

## Liste der Objekte
Zum Verständnis siehe: Kirchenausstattung
- Monuments historiques (Objekte) in Seine-Port in der Base Palissy des französischen Kultusministeriums